# Tmesisternus nigrotriangularis
Tmesisternus nigrotriangularis es una especie de escarabajo del género Tmesisternus, familia Cerambycidae. Fue descrita científicamente por Heller en 1914.
Habita en Papúa Nueva Guinea. Esta especie mide 10-15 mm.